# Matasagara Coffee Estate, Sakleshpur
Matasagara Coffee Estate là một làng thuộc tehsil Sakleshpur, huyện Hassan, bang Karnataka, Ấn Độ.